# Licenca MIT
Licenca MIT je prosta in odprtokodna licenca za programsko opremo, ki izvira s Tehnološkega inštituta Massachusettsa (MIT). Je permisivna licenca, ker postavlja zelo malo omejitev za ponovno uporabo programske opreme v izpeljanih rešitvah, zaradi česar je široko kompatibilna z drugimi licencami.
Licenca dovoljuje ponovno uporabo licencirane programske opreme v komercialni programski opremi, če vse kopije programa pod to licenco vsebujejo tudi kopijo licenčnih pogojev in obvestilo o avtorskih pravicah. Licenca MIT je kompatibilna tudi z licenco GPL, vendar je dovoljeno integrirati programsko opremo pod licenco MIT v programsko opremo pod licenco GPL, ne pa tudi obratno. 
V letu 2015 je bila to po poročanju Black Duck Software in GitHuba najbolj popularna licenca na področju odprtokodne programske opreme.